# Palais archiépiscopal de Tolède
Le palais archiépiscopal de Tolède ou palais de l'archevêque de Tolède (en espagnol : Palacio arzobispal) est un palais situé en face de la cathédrale et à côté de l'hôtel de ville de Tolède, en Castille-La Manche, en Espagne. Le palais est l'une des réalisations architecturales les plus imposantes de la ville.

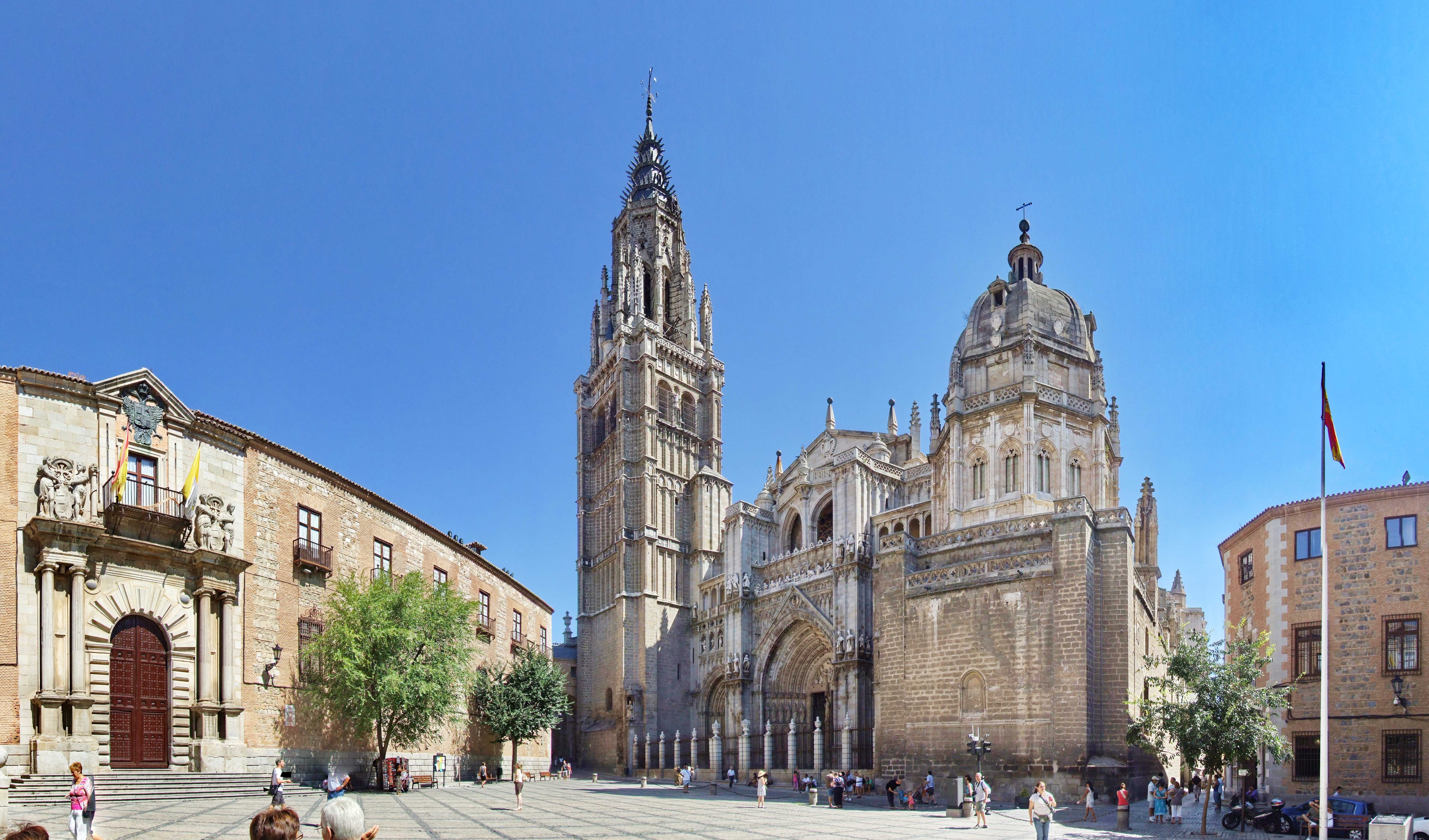
Palais avec cathédrale adjacente

## Description et historique
Il a été construit sur un terrain donné à l'église par José Manuel Thotocopuli, fils d'El Greco. Le palais a été construit au fil des siècles. Le cardinal Tavera chargea Alonso de Covarrubias de construire une arche reliant la cathédrale ainsi que la façade principale, réalisée en 1543. Au XVIIe siècle, une tentative partielle a été faite pour uniformiser la façade.

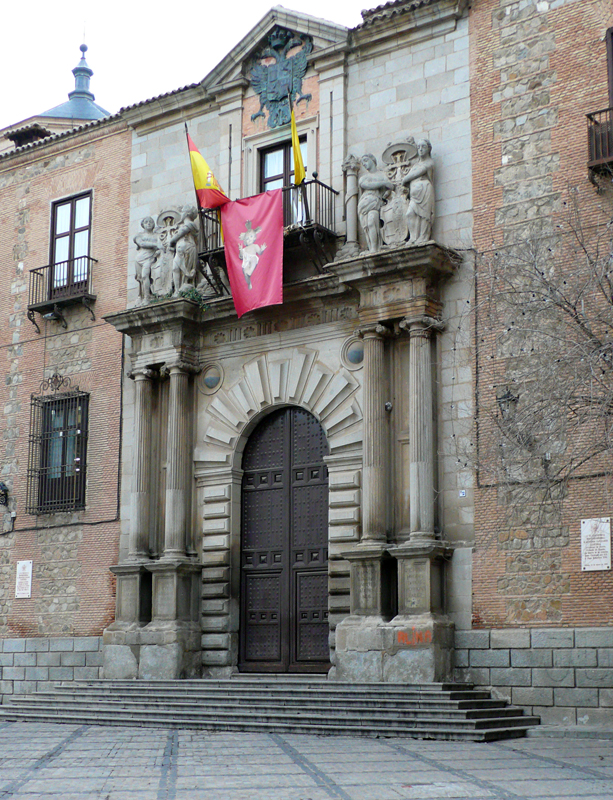
Portail principal

Les portails sont intéressants, dont le principal donnant sur la Plaza del Ayuntamiento. Les ailes le bordant sont composées de brique et de pierre, mais le centre est en pierre lisse avec un tympan triangulaire. Le petit balcon supérieur en fer est flanqué de nymphes sculptées tenant les armoiries du cardinal. Le tympan est orné de l'aigle double des Habsbourg, décoré dans le style maniériste avec des colonnes couplées.
La chapelle intérieure a été construite dans le style baroque.

## Source de traduction
- (en) Cet article est partiellement ou en totalité issu de l’article de Wikipédia en anglais intitulé « Archbishop's Palace of Toledo » (voir la liste des auteurs).